# Преображенский собор (Бруклин)
Преображенский собор — храм Нью-Йоркской епархии Православной церкви в Америке, расположенный в районе Уильямсберг, Бруклин, Нью-Йорк. Церковь была признана достопримечательностью Нью-Йорка в 1969 году и в 1980 году была включена в национальный реестр исторических мест.

## История и описание
Основатели этого прихода прибыли из Галиции, на тот момент коронной земли Австро-Венгерской империи. Из-за экономических проблем и неурожаев миграция в Америку началась примерно в 1880 году. Отвечая на потребность в дешёвой рабочей силе и наличии дешёвого жилья, они поселились в районах Уильямсберг и Гринпойнт в Бруклине, а также в районах Блиссвилл и Маспет в Куинсе.
Первые богослужение начали проводиться в доме Лукаса Тараса, который жил на Северной 7-й улице в Уильямсбурге. Найдя больше соотечественников, которые хотели основать православную церковь, они собрали $ 160, которые использовали в качестве первоначального взноса для получения ипотеки в размере 16 000 долларов, чтобы купить пустующую деревянную методистскую церковь, расположенную на Северной 5-й улице и Бедфорд-авеню. Храм был назван в честь святого Владимира. Здание было реконструировано в соответствии с православными традициями, включая красивый резной 3-ярусный дубовый иконостас, сооружённый немецкой фирмой Dopple. Различные организации обеспечили храм необходимыми богослужебными предметами.
В субботу, 5 апреля 1908 года, была отслужена первая вечерня, а в воскресенье, 6 апреля 1908 года, была совершена первая божественная литургия. Обе службы совершил протоиерей Александр Хотовицкий, на тот момент клирик Никольского собора на Манхэттене. Первым настоятелем был священник Феофан Букетов, приехавший из Монреаля, Канада.
По мере роста прихода возникла нужда в храме гораздо больших размеров. Для его строительства место было найдено на полпути между Уильямсбургом и Гринпойнтом, где продавались 5 строительных участков на углу Северной 12-й улицы и Дриггс-авеню. Лоты были куплены за 16 000 долларов. Проект церкви составил архитектор Луи Альмендигер, взяв за основу Успенский собор Московского Кремля, имеющий 5 куполов и поддерживаемых четырьмя большими колоннами. Был заключён контракт на строительство с компанией Schneider на сумму 117 000 долларов. Работы начались в 1916 году.
Из-за нехватки средств в 1919 году храм на Северной 5-й улице был продан, а богослужения стали проводить в недостроенном здании. Священник Иоанн Крохмальный возглавил поездку, чтобы закончить церковь, стоимость которой выросла на 20 000 долларов. Различные организации и частные лица пожертвовали витражи, а Троицкое братство пожертвовало колокол массой 1002 фунтов.
Возводившийся храм был трёхпрестольным: северный алтарь был посвящён святому Владимиру, центральный — Преображению Господню, а южный — Покрову Пресвятой Богородицы. 3 сентября 1922 года митрополит Платон (Рождественский) совершил великое освящение храма.

## Архитектура
Собор построен в 1916—1921 годах по проекту Луиса Алмендигера в ранней вариации русско-византийского стиля, с привнесением ренессансного колорита. Здание имеет характерные медные луковичные купола на четырех восьмиугольных колокольнях и большой центральный купол, покрытый медью. Каждый купол увенчан большим позолоченным русским православным крестом.
Фасад здания построен из желтого кирпича с небольшим количеством отделки из камня. Окна и двери в основном круглые, к главному входу ведет лестница.

## В популярной культуре
Снимки собора были показаны в 75-м эпизоде сериала Сайнфелд, где изображалась вымышленная латышская православная церковь.